# Aritz Borda
Aritz Borda Etxezarreta (ur. 3 stycznia 1985 w Lasarte-Oria) – hiszpański piłkarz występujący na pozycji obrońcy w Deportivo Alavés.